# Wachapreague
Wachapreague és una població dels Estats Units a l'estat de Virgínia. Segons el cens del 2000 tenia 236 habitants.

## Demografia
Segons el cens del 2000, Wachapreague tenia 236 habitants, 133 habitatges, i 69 famílies. La densitat de població era de 350,5 habitants per km².
Dels 133 habitatges en un 9% hi vivien nens de menys de 18 anys, en un 43,6% hi vivien parelles casades, en un 3,8% dones solteres, i en un 48,1% no eren unitats familiars. En el 42,9% dels habitatges hi vivien persones soles el 25,6% de les quals corresponia a persones de 65 anys o més que vivien soles. El nombre mitjà de persones vivint en cada habitatge era d'1,77 i el nombre mitjà de persones que vivien en cada família era de 2,32.
Per edats la població es repartia de la següent manera: un 7,6% tenia menys de 18 anys, un 3,8% entre 18 i 24, un 20,3% entre 25 i 44, un 33,1% de 45 a 60 i un 35,2% 65 anys o més.
L'edat mediana era de 56 anys. Per cada 100 dones de 18 o més anys hi havia 83,2 homes.
La renda mediana per habitatge era de 36.625 $ i la renda mediana per família de 39.063 $. Els homes tenien una renda mediana de 30.313 $ mentre que les dones 21.563 $. La renda per capita de la població era de 21.680 $. Entorn del 2,9% de les famílies i el 7,7% de la població estaven per davall del llindar de pobresa.

## Poblacions més properes
El següent diagrama mostra les poblacions més properes.